# FC SYNOT Slovácká Slavia Uherské Hradiště
El FC SYNOT Slovácká Slavia Uherské Hradiště fue un equipo de fútbol de República Checa que jugó en la Gambrinus liga, la primera división nacional.

## Historia
Fue fundado en el año 1894 en el poblado de Uherské Hradiště con el nombre ČFK Uherské Hradiště, y cambiaron de nombre en varias ocasiones:
- 1894 – ČFK Uherské Hradiště (Český fotbalový klub Uherské Hradiště)
- 1919 – AC Slovácká Slavia Uherské Hradiště (Athletic Club Slovácká Slavia Uherské Hradiště)
- 1948 – TJ Spartak Let Uherské Hradiště (Tělovýchovná jednota Spartak Let Uherské Hradiště)
- 1956 – TJ Spartak Hradišťan Uherské Hradiště (Tělovýchovná jednota Spartak Hradišťan Uherské Hradiště)
- 1967 – TJ Uherské Hradiště (Tělovýchovná jednota Uherské Hradiště)
- 1969 – TJ Slovácká Slavia Uherské Hradiště (Tělovýchovná jednota Slovácká Slavia Uherské Hradiště)
- 1993 – FC T.I.C. Slovácká Slavia Uherské Hradiště (Football Club Trade Investment Consulting Slovácká Slavia Uherské Hradiště)
- 1995 – FC JOKO Slovácká Slavia Uherské Hradiště
- 1996 – FC Slovácká Slavia Uherské Hradiště (Football Club Slovácká Slavia Uherské Hradiště)
- 1999 – FC SYNOT Slovácká Slavia Uherské Hradiště (Football Club Syn a Otec Slovácká Slavia Uherské Hradiště)

Como parte de Checoslovaquia su mejor época fue la de mediados de los años 1940 donde militó en la Segunda Liga de Checoslovaquia de 1945 a 1947, pero después de eso lo más alto que estuvo en el fútbol fueron dos etapas en la segunda categoría, una entre 1961 y 1966, y la otra de 1983 a 1991.
Tras la separación de Checoslovaquia el club arrancó en la MSFL, liga en la que lograría el ascenso a la Druhá liga en la misma temporada, y lograría el ascenso a la Gambrinus liga para la temporada 1995/96, la cual fue su única temporada ya que descendió al terminar en último lugar entre 16 equipos.
Luego tendría dos descensos en tres temporadas que lo llevaron a la Divize D, y desapareció luego de fusionarse con el FC Synot para crear al 1. FC Slovácko.

## Palmarés
- Czech 2. Liga: 1

1994–95
- Moravian–Silesian Football League: 1

1993–94
- I. A třída HHŽF: 1

1944-45
- I. A třída Gottwaldovského kraje: 1

1957-58
- Přebor Jihomoravského kraje: 1

1960-61
- Divize D: 2

1982-83, 1999-2000